# Арди, Надежда Александровна
Надежда Александровна Арди (в замужестве — Аксёнова), (10 декабря (23 декабря) 1915; Москва — 8 мая 1974; там же) — советская актриса театра и кино, режиссёр.

## Биография
Родилась 10 (23) декабря 1915 года в Москве в семье артистки балета Веры Лянче и юриста Георгия Лонгинова. Отец ушёл из семьи в раннем детстве Надежды, мать вышла замуж за Александра Арди. В 3—5 классах училась в Махачкале, в 5 — в Туле, в 6—7 — в Москве. После окончания учёбы поступила в техникум при Московском институте инженеров нового железнодорожного строительства. В 1932 году начала работу в отделе регулирования уличного движения, где выступала в милицейском драматическом кружке. В 1933 году поступила в Высшее театральное училище имени М. С. Щепкина на курсы  Николая Костромского и Константина Хохлова. Сыграла одну из главных ролей в фильме «Частная жизнь Петра Виноградова».
В 1936 году окончила обучение и была принята в основную труппу Малого театра, где играла ведущие роли. В 1937 году снялась в роли Ганки в фильме «Соловей». В том же году вышла замуж за  Всеволода Аксёнова. В сентябре 1946 года они перешли из театра в Московскую филармонию. К середине 1950-х собрали Музыкально-драматический ансамбль при филармонии. С 1963 года работала режиссёром музыкально-литературного театра при Москонцерте. В 1969 году стала режиссёром телеспектакля «Эгмонт», где исполнила главную роль Маргариты Пармской. Болела онкологическим заболеванием. Умерла в возрасте 58 лет.

## Семья
В 1937—1960 годах была в браке с Всеволодом Аксёновым. В 1939 году родился сын Александр (умер в 1983), во второй половине 1950-х годов усыновила приёмного сына Андрея.

## Фильмография
Фильмы, в которых сыграла Надежда Арди:
- 1937 — Соловей (Ганка)
- 1934 — Частная жизнь Петра Виноградова (Тоня, москвичка, студентка архитектурного факультета)
- 1969 — Эгмонт (телеспектакль), режиссёр и главная роль (Маргарита Пармская)

## В культуре
В 1977 году предполагалась публикация книги Агнессы Максимовой об истории ансамбля Надежды Арди, но выход книги не состоялся.

## Издательства
- Карина Погосова. За гранью: записки очевидца. — Р. Валент, 2009. — 180 с. — ISBN 978-5-93439-272-8.
- Государственный ордена Ленина и ордена Октябрьской Революции академический Малый театр СССР, 1824—1974: 1917—1974.— Всерос. театральное об-во, 1983.— 912с.
- Татьяна Александровна Еремеева. Игорю Ильинскому, артисту и человеку--. — Лазурь, 2001. — 344 с. — ISBN 978-5-85806-033-8.
- Вожатый. — Молодая гвардия, 1976. — 732 с.
- Русско-болгарские театральные связи: Сб. статей и материалов. — Искусство, Ленингр. отд-ние, 1979. — 230 с.
- Михайлов Вс., Несыгранная роль (Московский Комсомолец. 1940. 12 марта.)
- Аксенова-Арди Н., В добрый час, Сольвейг! (Вечерняя Москва. 1970. 24 октября.)